# Клавій (кратер)
Кратер Клавій (лат. Clavius) — величезний древній  ударний кратер розташований в південній частині видимої сторони. Місяця в гористій місцевості, на південь від кратера Тихо. Кратер «Клавій» є одним з найдавніших утворень на Місяці й імовірно належить до нектарского періоду, тобто вік кратера 3,85 — 3,92 мільярда років. Названий на честь Христофора Клавія (рр. 1537—1612) — німецького математика і астронома, члена ордена єзуїтів. Назву присвоєно італійським астрономом-єзуїтом Джованні Баттіста Річчолі, який вибрав для побратима по ордену один з найбільших кратерів. Назву затверджено Міжнародним Астрономічним Союзом в 1935 р.

## Опис кратера
Діаметр кратера складає 230,77 км, глибина 4,9 км, кратер є третім за величиною на видимій стороні Місяця і видимий навіть неозброєним оком. На північному сході від кратера знаходиться  кратер Маджіні, на північному заході —  кратер Лонгомонтан. Селенографічні координати центру кратера -58°37′ пд. ш. 14°44′ зх. д. / 58.62° пд. ш. 14.73° зх. д..
Попри свій вік, кратер досить непогано зберігся. Вал кратера поцяткований дрібними кратерами, має складну полігональну форму, над оточуючою кратер місцевістю піднімається незначно. Найбільшу висоту вал має на південному сході (близько 5,2 км по віднсно дна кратера). Середнє  піднесення валу над навколишньою місцевістю складає 2120 м. Ширина і нахил валу нерівномірні, південна частина має найкрутіший схил. Дно кратера усіяне великою кількістю кратерів, має опуклу форму і порівняно рівну поверхню. У центрі кратера знаходяться залишки масиву центральних піків невеликої висоти. Мала висота центральних піків і порівняно рівне дно кратера змушують припустити, що формування дна кратера сталося пізніше утворення кратера, механізм цього формування неясний.
Південна частина вала кратера перекрита  кратером Резерфурд діаметром 49,98 км, на північно-східній частині валу кратера лежить  кратер Портер діаметром 51,46 км, який раніше іменувався кратером-сателітом Клавій B. З кратера Резерфурд, проти годинникової стрілки, починається дуга кратерів зменшуючись у діаметрі: Резерфурд (49,98) — Клавій D (27,85) — Клавій C (20,97) — Клавій N (12,78) — Клавій J (12,38) — Клавій JA (див. карту LAC126 [Архівовано 27 Травня 2016 у Wayback Machine.] і фотографію в розділі «Сателітні кратери»). Ця цікава послідовність часто використовується в  аматорської астрономії як еталон для оцінки роздільної здатності телескопа.
Інша цікава послідовність знаходиться в західній частині кратера Клавий на широті 59,5°. Це послідовність з трьох маленьких, що накладаються один на одного кратерів, розташованих дивно рівно і з пропорційним збільшенням діаметрів в напрямку із заходу на схід, причому останнім мабуть утворився найменший кратер, а першим — найбільший (див. фото).

## Супутникові кратери
| Клавій | Широта    | Довгота   | Діаметр  |
| ------ | --------- | --------- | -------- |
| C      | 57,72 ° S | 14,19 ° W | 20,97 км |
| D      | 58,82 ° S | 12,43 ° W | 27,85 км |
| E      | 51,51 ° S | 12,74 ° W | 15,75 км |
| F      | 55,44 ° S | 22,08 ° W | 7,31 км  |
| G      | 52,02 ° S | 14,00 ° W | 16,75 км |
| H      | 51,84 ° S | 15,86 ° W | 32,56 км |
| J      | 58,17 ° S | 18,17 ° W | 12,38 км |
| K      | 60,46 ° S | 19,86 ° W | 19,57 км |
| L      | 58,77 ° S | 21,34 ° W | 23,39 км |
| M      | 54,76 ° S | 11,63 ° W | 47,89 км |
| N      | 57,57 ° S | 16,5 ° W  | 12,78 км |
| O      | 56,99 ° S | 16,66 ° W | 4,41 км  |
| P      | 56,93 ° S | 7,5 ° W   | 13,16 км |
| R      | 53,25 ° S | 15,43 ° W | 7,65 км  |
| T      | 60,68 ° S | 15,22 ° W | 8,12 км  |
| W      | 56,0 ° S  | 16,25 ° W | 5,01 км  |
| X      | 60,25 ° S | 17,81 ° W | 6,52 км  |
| Y      | 58,02 ° S | 16,22 ° W | 7,12 км  |

- Кратер «Клавій A» в 1935 р. перейменований Міжнародним Астрономічним Союзом в кратер  Резерфурд.

- Сателітний кратер Клавий «G» включений в список кратерів з темними радіальними смугами на внутрішньому схилі Асоціації місячної і планетарної астрономії (ALPO)[6].